# Pierre de Fermat
Pierre de Fermat (fonetikusan: pjɛːʁ dəfɛʁˈma) (Beaumont-de-Lomagne, 1607. január 13. és 1608. január 12. között – Castres, 1665. január 12.) francia jogász, a toulouse-i fellebbviteli bíróság tagja, és korának műkedvelő matematikusa.

## Születési éve
Pierre de Fermat születési ideje bizonytalan, a legújabb kutatások szerint 1607. január 13. és 1608. január 12. között született. Klaus Barner, a németországi Kasseli Egyetem  emeritus professzora 2001-ben kiadott tanulmányában korábbi kutatásai alapján kifejtette, hogy az általánosan elfogadott születési dátum nem helytálló. A Beaumont városának keresztelési anyakönyvében 1601. augusztus 20-án található bejegyzés ugyanis, amely Dominique Fermat termény- és termékkereskedő, később várospolitikus, Piere (egy "r"-rel írt) nevű gyermekére vonatkozik, nem a matematikussá vált fiúról szól, mert a matematikus más dokumentumokból ismert anyja Claire de Long volt, itt pedig Françoise Cazenove szerepel anyaként. Ő Dominique Fermat első felesége volt, aki Piere gyermekével és egy leányával együtt elhunyt. 1603 és 1607 között Dominique Fermat másodszor is megnősült. Új felesége, Claire de Long öt gyermeket szült neki, köztük egy fiút, akit ismét Pierre-nek kereszteltek. Beaumont város keresztelési anyakönyvei az 1607 és 1611 közötti időből nem maradtak fenn, így a jelenleg valószínűsíthető születési évet Barner a Pierre de Fermat sírkövén (vagy emléktábláján) szereplő felirat alapján határozta meg, melyet „a toulouse-i Musée des Augustins raktárában” (2010) őriznek. Eszerint Fermat fia, Samuel, apja sírjának feliratát a következő sorokkal zárta: „Elhunyt 1665. január 12-én, 57 éves korában.” („OB.[iit] XII. IAN[uarii] .M.DC.LXV. AET[ate] .AN.[norum] .LVII.”). További kutatásai alapján a születés időpontját 1607. október–november hónapokra szűkítette.

## Élete

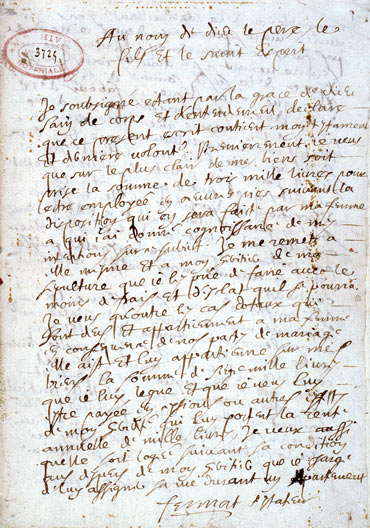
Pierre de Fermat 1660. március 4-én írt végrendelete – Departmental Archives, Haute-Garonne, Toulouse

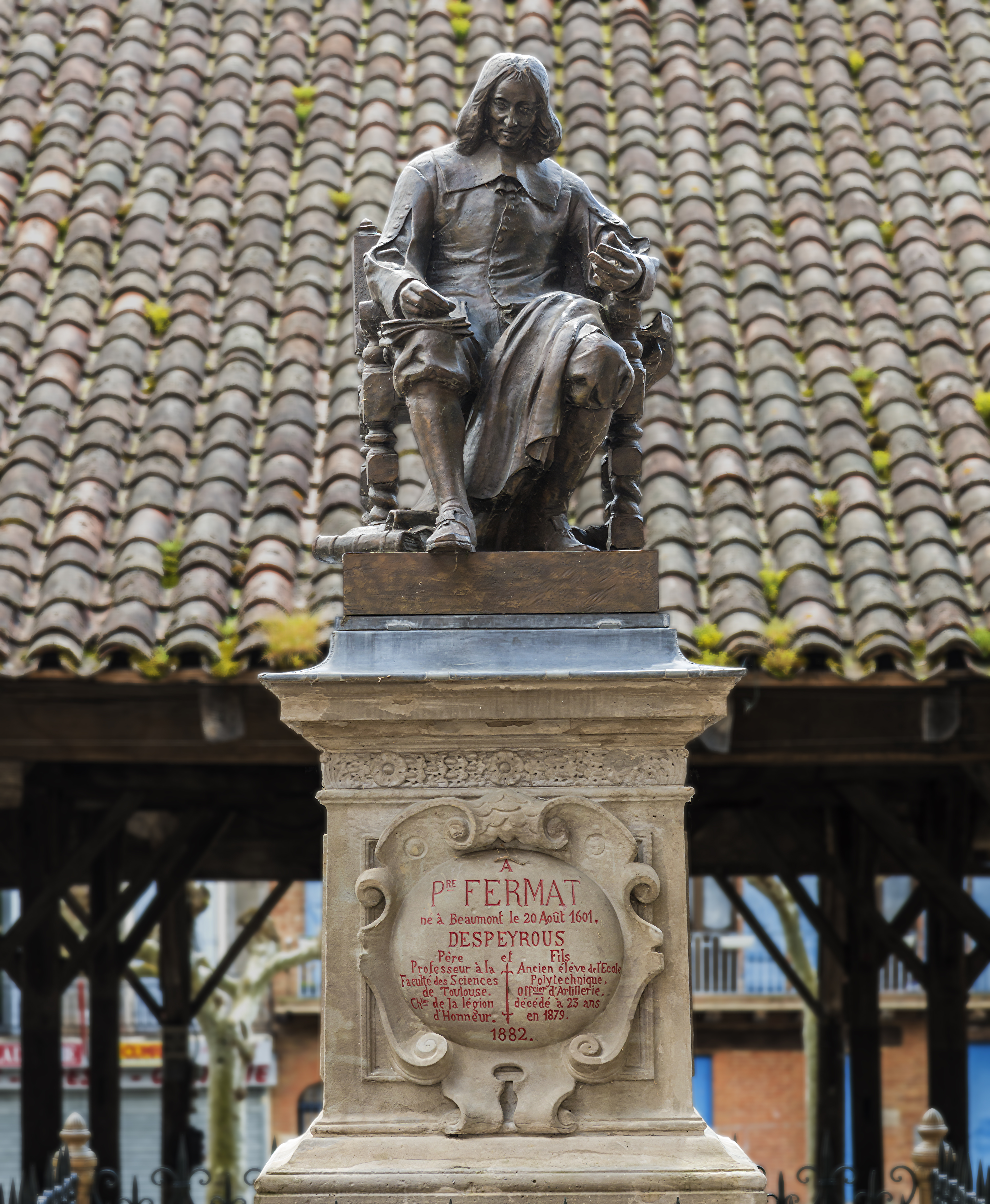
Emlékmű a Fermat Beaumont-de-Lomagne

Beaumont-de-Lomagne-ban született, Toulouse-tól 58 kilométerre északnyugatra. Castres-ban, Toulouse-tól 79 kilométerre keletre halt meg. Toulouse legrégebbi és legtekintélyesebb főiskoláját Pierre de Fermat-ról nevezték el. Egy időben mind a differenciálszámítás, mind pedig a számelmélet atyjaként emlegették. Figyelemre méltó megfigyeléseket tett az analitikus geometria, a valószínűségszámítás és az infinitezimális számítás területén is.
Mivel jogászi munkája során sokszor fontos helyi ügyekben ítélőbíróként kellett szerepelnie, mindent meg akart tenni pártatlanságának megőrzéséért. Annak érdekében, hogy ne kerüljön társasági kapcsolatba olyanokkal, akik később az elé kerülő peres ügyek szereplői lehettek, egyre jobban belemerült a matematika tanulmányozásába, szinte minden szabad idejét ennek a tárgynak szentelve. Tanulmányai és elért tudása alapján sokszor a legnagyobb műkedvelő matematikusként emlegetik.
Érdeklődése a matematika iránt a számelmélet - számok egymás közti kapcsolatának vizsgálata - területén is megmutatkozott. Ókori számrejtvényeket tartalmazó könyveket tanulmányozva ő is alkotott egy saját feladványt, melyet Fermat-sejtésnek hívnak. A matematikusok egészen 1994-ig, több mint 300 éven át keresték a megoldást, míg Andrew Wiles, egy angol matematikus hét évi munka után, 330 évvel Fermat halála után bizonyította.
A kor matematikusaival nem tartotta a kapcsolatot, bár két angol matematikusnak, Digbynek és Wallisnak rendszeresen írt. A francia Mersenne matematikus szerzetes atyával is levelezésben állt, aki másoknak is közvetítette ötleteit, mint például Blaise Pascalnak, aki később Fermat-val együtt a matematika új ágának, a valószínűségszámításnak alapjait rakta le.
René Descartes és Fermat a 17. század első felének legjelentősebb matematikusai. Fermat Descartes-tól függetlenül felfedezte az analitikus geometria alapját, "Bevezetés a síkbeli és térbeli helyek elméletébe" című értekezése már 1636-ban megjelent, Descartes "Geometriá"-ja előtt. Blaise Pascallal folytatott levelezésén keresztül pedig a valószínűségszámítás elméletének társfelfedezője.
Fermat egyedül dolgozó ember volt, és mivel ritkán jegyzett fel bizonyításokat vagy magyarázatot arra, hogyan kapta meg az eredményeket, a kortársainak szinte lehetetlenné tette azok megértését. Ugyanakkor előszeretettel jelentette be az újságokban, hogy megoldott egy matematikai problémát, de a megoldás levezetésének leírását nem adta meg, a többiekre hagyva annak kitalálását. Munkáinak java csak halála után, 1679-ben, illetve később jelent meg.

## Nagy Fermat-tétel
„Egy köböt pedig lehetetlen szétbontani két köbre, egy negyedik hatványt két negyedik hatványra, és általában a négyzet kivételével egy hatványt egy ugyanolyan két hatványra. Erre találtam egy valóban csodálatos bizonyítást, de a lapszél túl keskeny ahhoz, hogy befogadja” – ezt jegyezte fel latinul Pierre de Fermat Diophantosz Aritmetika c. könyvének margójára. Ez egyben a Fermat-sejtés eredeti megfogalmazása.
Az eredeti latin szöveg: „Cubum autem in duos cubos, aut quadratoquadratum in duos quadratoquadratos, et generaliter nullam in infinitum ultra quadratum potestatem in duos eiusdem nominis fas est dividere cuius rei demonstrationem mirabilem sane detexi. Hanc marginis exiguitas non caperet.”